# LUX (Lunds universitet)

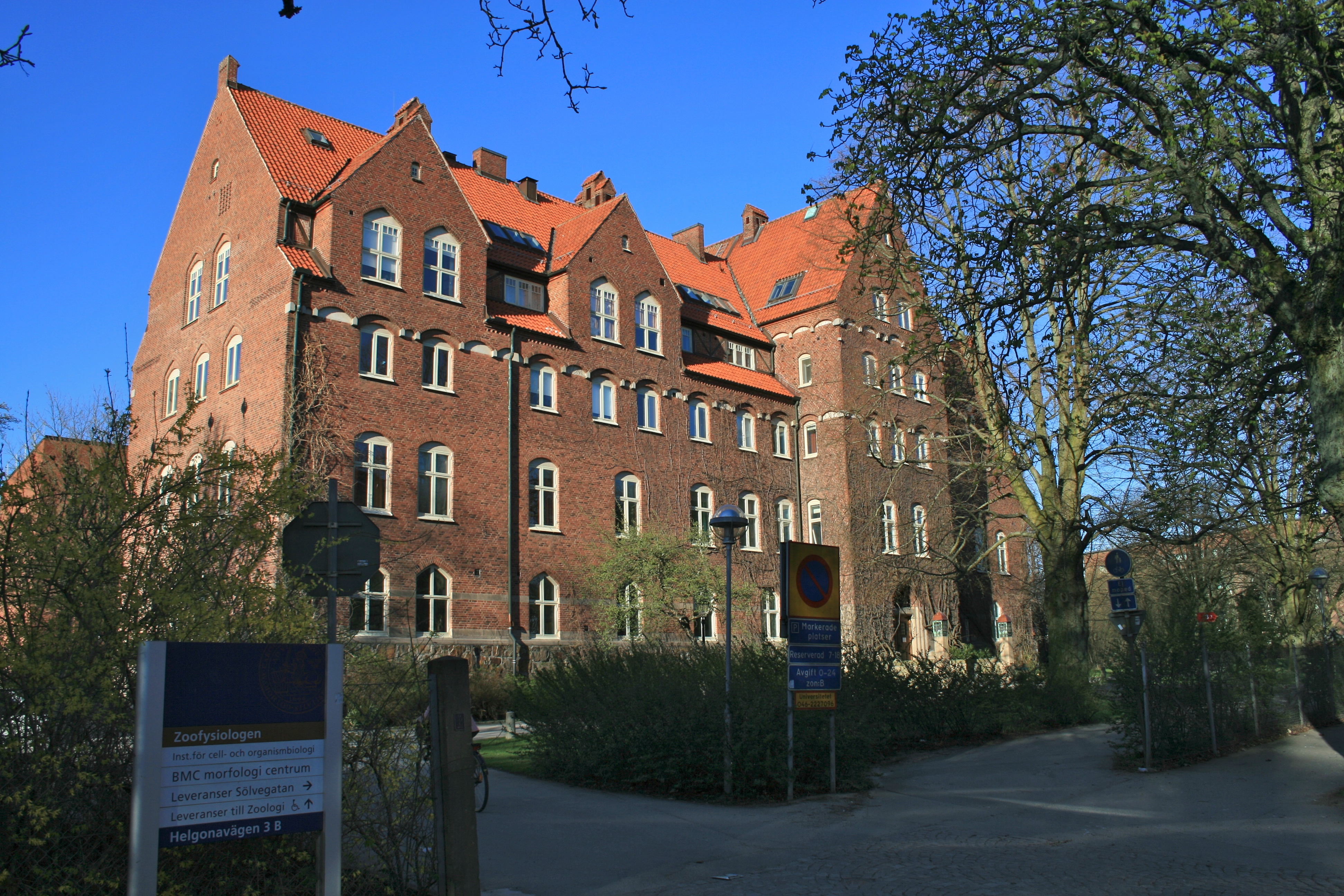
Tidigare byggnad för Zoofysiologi

LUX är ett institutionsbyggnadskomplex vid Lunds universitet vid korsningen av Sölvegatan och Helgonavägen i Lund, vilket inhyser institutioner för humaniora och teologi. 
LUX invigdes 2014 efter ombyggnad av två äldre byggnadskroppar vilka byggdes samman med en ny tillbyggnad. De äldre byggnaderna är det tidigare Zoologiska museet från 1917 och dess tillbyggnad, en tidigare institutionsbyggnad för Lunds tekniska högskola, senare övertagen av Institutionen för Zoofysiologi, från 1962. Dessa hade tillsammans en lokalyta på 8 500 kvadratmeter. Nybyggnaden har en yta på 5 800, vilket inkluderar Lux aula med 244 sittplatser. Ansvariga arkitekter för om- och nybyggnad är Mats White och Jakob Peetre på arkitektbyrån Jais arkitekter i Helsingborg.
Annika Ström har medverkat genom konstnärlig utsmyckning i form av verket Verket men vänta nu. Detta består av nio korta textfragment på svenska på olika ställen i, på och omkring husen, med i stål och sten utskurna små och stora målade bokstäver.:
- "men vänta nu", på taket, 10 meter x 1,20 meter
- "inte idag"
- "allt går så fort"
- "bara nu"
- "det går snart över"
- "i alla fall inte här"
- "allt kommer nog att bli bra"
- "jag hinner inte med"

LUX fick Lunds stadsbyggnadspris 2014. och Svenska Ljuspriset  av Svenska Belysningssällskapet 2015.